# Alfredo Le Pera
Alfredo Le Pera (São Paulo, 7 de junho de 1900 — Medellín, Colômbia, 24 de junho de 1935) foi um  jornalista, poeta, crítico de teatro, compositor e roteirista argentino nascido no Brasil. É considerado um dos grandes compositores de tango, sendo um grande parceiro de Carlos Gardel.

## Biografia

### Primeiros anos
Alfredo Le Pera nasceu na rua Major Diogo no tradicional bairro do Bixiga na capital paulista, e era filho de imigrantes italianos Alfonso Le Pera e Maria Sorrentino. Ele e sua família transferiram-se para a Argentina logo após o seu nascimento. Neste país cresceu e trabalhou como jornalista, poeta, compositor e crítico de teatro.
Le Pera naturaliza-se argentino em 1926, perdeu assim sua nacionalidade brasileira, por meio de decreto do então presidente Artur Bernardes.
Alfredo estudou piano no conservatório "La Salvia", com o professor Alfredo de María.
Quando cursava o ensino médio, escreveu um trabalho sobre literatura espanhola que impressionou o professor Vicente Martínez Cuitiño, que apresentou Alfredo aos círculos literários de Buenos Aires, por meio dos quais, o jovem Alfredo teve contato com: José Ingenieros, Alberto Vacarezza e José De Maturana.

### Como jornalista
Martínez Cuitiño também apresentou Alfredo aos editores do jornal "Última Hora", onde colaborou com artigos sobre peças de teatro. Nesse jornal, também trabalhava Luís César Amadori.
Alfredo ingressou no curso de medicina, mas abandonou no quarto ano, para dedicar-se exclusivamente ao jornalismo, onde continuou a escrever sobre teatro. Trabalhou em outros jornais, além do "Última Hora", como o diário "La Acción" e, posteriormente: "Noticias Gráficas" e "El Telégrafo". Nesse último jornal, teve como colegas: Pablo Suero, Emílio Bastidas e Alberto Ballesteros, e chegou a ser chefe de seção, que teve como subordinado seu amigo Manuel Sofovich.

### Contribuições ao teatro
Além de atuar como jornalista, a partir de 1923 foi assistente da companhia de teatro: "Los Podestá", durante apresentações no interior do país e produtor executivo da companhia de teatro de Tomás Simari em Buenos Aires, no Teatro de Verano.
Juntamente com Pablo Suero e Manuel Sofovich, escreveu cenas para apresentações de teatro de revista no Teatro Sarmiento. Essas apresentações tiveram Mário Benard como empresário e o maestro Salvador Merico, como diretor de orquestra. Entre os atores estavam: Enrique Santos Discépolo, Bertha, Carmen Lamas e Aida Martínez.
Em 1931, fez uma amizade com o ator Pedro Quartucci, que o levou à direção de um grupo teatral chamado Teatro Cómico durante apresentações em Montevidéu.
Dentre as peças de teatro que ajudou a escrever, merecem destaque:
- "La sorpresa del año", em parceria com Humberto Cairo, que estreio no Teatro Sarmiento, em 24 de dezembro de 1927;
- "Los modernos mandamientos", peça para o teatro de revista, escrita em parceria com Alberto Ballesteros;
- "Melodía de arrabal", que seria transformada em filme;
- "Que quieren los brasileños";
- "Piernas locas, bocas rojas";
- "La vida se va en canciones";
- "Está abierta la heladera";
- "Ya están secando con Broadway";
- "La plata del bebé Torres", escrita em parceria com Pablo Suero e Manuel Sofovich;
- "Opera en jazz";
- "Piernas de seda";
- "Un directo al corazón", escrita em parceria com Antonio De Bassi, Antonio Botta e Carlos E. Osório;
- "Gran circo político", escrita em parceria com Júlio Filiberti Escobar, exibida no Teatro Smart em 1931, dirigida por Félix Blanco e que contou com atores como Enrique Muiño, Manolita Poli e Aída Cornaro.[4]

### Primeiros passos como letrista
No final da década de 1930, fez viagens à Santiago (Chile) como secretário de um empreendimento, comandado por Mário Benard, que pretendia divulgar o tango naquela cidade. Dessa companhia também participavam: Carmén Lamas, Tânia e Enrique Santos Discépolo.
Durante uma dessas viagens, Discépolo compôs: "Carillón de la merced", com letra de Alfredo e Discépolo.
Essa canção foi interpretada por Tânia e fez grande sucesso no Chile. Foi gravada pela Odéon e pela RCA-Víctor, interpretada por Ernesto Famá.

### Contribuições ao cinema

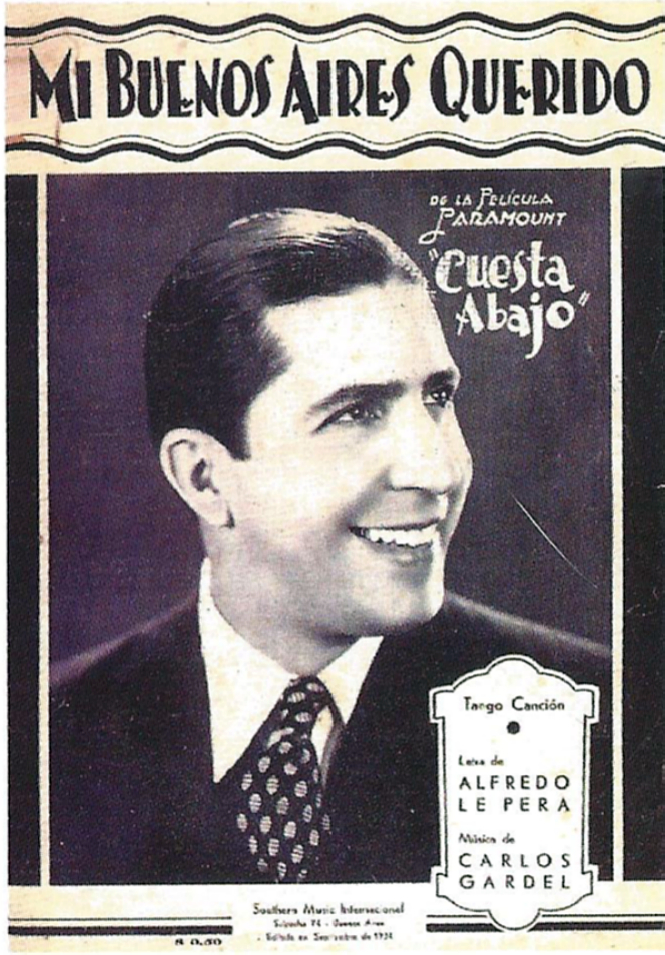
Mi buenos aires querido, escrito por Le Pera, interpretado por Carlos Gardel.

Em 1927, fez uma viagem pela Europa, na qual teve contato com o cinema francês.
Em 1928, voltou a Buenos Aires, onde começou a trabalhar com Leopoldo Torre Ríos na tradução de filmes franceses e alemães.
No final de 1931, iniciou uma nova viagem à Europa para estabelecer contatos que trouxesse a realização de filmagens de produções cinematográficas na Argentina. Durante essa viagem, entrevistou: Alfred Hitchcock, Josephine Baker, René Clair, Gaby Morlay e Marlene Dietrich. Além disso, trabalhou como tradutor de filmes em Paris, na Paramount, e em Berlim.
Em setembro de 1932, retornou a Paris para trabalhar , juntamente com Mario Battistella, na adaptação do roteiro do filme "Espérame", dirigido por Louis Gasnier, no qual atuaria Carlos Gardel.
Nessa época, Alfredo ajudou, principalmente como letrista, a compor:
- a rumba: "Por tus ojos negros", musicada pelo cubano Dom Aspiazú e em parceria com o uruguaio Lenzi;
- a zamba: "Criollita de mis amores" também conhecida como: "Criollita de mis ensueños"; e
- os tangos: "Estudiante" e "Me da pena confesarlo", musicadas por Gardel e em parceria com Batistella nas letras.

Durante as filmagens de "Espérame", escreveu o roteiro de "Melodía de arrabal", que teria os protagonistas interpretados por Gardel e Império Argentina que faria grande sucesso no público hispano-falante. Nesse filme, Gardel cantou o tango "Melodía de arrabal" e a canção crioula: "Mañanitas de sol", duas obras conjuntas de Alfredo, Batistella  e Gardel.
Posteriormente, Gardel atuou nas filmagens media-metragem publicitário: "La casa es seria", no qual Alfredo trabalhou no argumento e nas letras do tango "Recuerdo malevo" e da canção melódica: "Quiéreme".
Em novembro de 1932, terminadas as filmagens em Paris, Alfredo se mudou para Londres, onde trabalhou na tradução de filmes e escrevendo crônicas para jornais de Buenos Aires.
Durante o ano de 1933, cruzou várias vezes o Canal da Mancha para trabalhar como tradutor de filmes em Paris e Londres.
Em abril de 1934, se mudou para Nova Iorque para trabalhar com Gardel que atuaria em filmes gravados naquele país. Também assumiu a vice-presidência da Éxito Corporation, produtora cinematográfica presidida por Gardel.
Dentre os filmes que Gardel atuou como protagonista, gravados nos Estados Unidos pela Paramount, que contaram com a contribuição de Alfredo como roteirista e compositor de letras das músicas, podem-se citar:
- "Cuesta abajo", gravado em Long Island na segunda quinzena de maio de 1934, no qual Alfredo trabalhou no argumento, nos diálogos e na letra das canções. Esse filme teve como diretor Louis Gasnier que desfigurou algumas dos elementos do roteiro escritos por Alfredo;
- "El tango en Broadway", durante as filmagens, as disputas entre Alfredo e Louis Gasnier se acirraram, o que levou a troca do diretor;
- "Cazadores de estrellas";
- "El día que me quieras", a obra de maior sucesso, dirigida por John Reinhardt e que contou com a participação da atriz mexicana Rosita Moreno, Tito Lusiardo e Manuel Pelufo; e
- "Tango bar", dirigido por John Reinhardt, que contou com a participação de Enrique De Rosas, Rosita Moreno, Tito Lusiardo e Manuel Pelufo.

Dentre as letras compostas nesse período e incorporadas aos filmes, merecem destaque:
- "Mi Buenos Aires querido";
- a valsa: "Amores de estudiante"; e
- "Criollita decí que sí";
- "Impía";
- "Por tu boca roja";
- "Olvido", interpretada por Carlos Spaventa; e
- a zamba "En los campos en flor", interpretada pela dupla Carlos Spaventa e Roberto Demoia (cubano);
- "Rubias de New York";
- "Golondrinas";
- "Soledad";
- "Caminito soleado";
- o tango "Amargura";
- a canção crioula: "Apure delantero buey";
- "El día que me quieras";
- "Sus ojos se cerraron";
- "Guitarra mía";
- "Volver";
- "Sol tropical"; e
- "Suerte negra".

Alfredo também exerceu funções comerciais na empresa cinematográfica, trabalhando na distribuição das obras.

### Última viagem
Em março de 1935, partiu de Nova Iorque, integrando a comitiva de Gardel, que visitou diversos países latino-americanos com o intuito de fazer apresentações musicais para promover os filmes de Gardel. Visitaram: Porto Rico, Venezuela, Aruba, Curazao e Colômbia. Também estavam planejadas visitas ao Panamá, Cuba e México, que não se realizaram devido ao acidente de Medellín.
Em 24 de junho de 1935, estava no avião que sofreu o acidente no qual também morreu Gardel.

## Carreira
Em 1920 ele iniciou a crítica de shows para os jornais El Plata, El Mundo, de última hora, de ação e de telégrafo. Em seguida, também começa a escrever peças de teatro.
Por motivos profissionais, ele fez várias viagens a Paris. Ao voltar para Buenos Aires começou a trabalhar na tradução e produção de sub-títulos para filmes mudos, tornando esta tarefa junto com Leopoldo Torres Rios, que mais tarde seria  um relevante diretor de cinema argentino.
Trabalhando para a Paramount Pictures como tradutor de textos para filmes mudos, teve contato com Carlos Gardel, graças ao interesse da Paramount de divulgar a carreira de Carlos Gardel internacionalmente. Alfredo Le Pera escreveu uma série de scripts para os filmes Melodia de Arrabal, em 1933, Cuesta Abajo, em 1934, El Tango en Broadway, em 1934, El Dia en Que me Quieras, 1935 e Tango Bar, 1935. Alfredo Le Pera foi o criador das letras de tangos de mais qualidade, respeitando o espírito popular. Foi o artista mais importante na vida de Carlos Gardel, sempre lembrado pelos argentinos.

## Filmografia
- Suburban Melody (1933)
- The Tango on Broadway (1934)

## Parceria entre Alfredo Le Pera e Carlos Gardel
Músicas e letras de Alfredo Le Pera cantadas por Carlos Gardel
| - Amargura (tango) - Amores de Estudiante (waltz) - Apure, delantero buey (song) - Arrabal amargo (tango) - Caminito soleado (song) - Cheating muchachita - Criollita, deci que si (song) - Cuesta abajo (tango) - El día que me quieras (song) - Golondrinas (tango) | - Guitarra, guitarra mia - La criolla - La vida en un trago - Lejana tierra mia (song) - Los panchos en Buenos Aires - Melodia de arrabal (tango) - Mi Buenos Aires querido (tango) - Olvido - Por tu boca roja - Por una cabeza (tango) | - Quiereme - Recuerdo malevo (tango) - Rubias de New York (foxtrot) - Soledad (tango) - Suerte negra (waltz) - Sus ojos se cerraron (tango) - Viejos tiempos (tango) - Volver (tango) - Volvio una noche (tango) |

## Morte
Alfredo Le Pera faleceu no dia  24 de junho de 1935 em Medellín, na Colômbia. Le Pera integrava a comitiva de Carlos Gardel, com os guitarristas José María Aguilar "O Índio Aguilar", Angel Domingo Riverol e Guillermo Barbieri. O único a sobreviver foi José María Aguilar "O Índio Aguilar"  embora com consequências graves que o impediam de seguir com a carreira musical.